# Joseph Rogues de Fursac
Marie Henri Joseph Pierre Étienne Rogues de Fursac connu comme Joseph Rogues de Fursac et parfois appelé par erreur Roques de Fursac, né le 20 décembre 1872 à Cognac-la-Forêt (Haute-Vienne) et mort le 22 décembre 1941 à Arcachon (Gironde), est un psychiatre français, connu notamment pour son traité de psychiatrie et pour son livre de 1905, Les écrits et les dessins dans les maladies nerveuses et mentales.

## Biographie
Fils d'un propriétaire agricole, Joseph Rogues de Fursac né à Cognac-la-Forêt le 20 décembre1872. Il étudie la médecine à l'école de médecine de Limoges, avec Prosper Lemaistre, Justin Lemaistre et Gilbert Raymondant.
En 1899, il soutient une thèse portant sur la paralysie générale intitulée Des stigmates physiques de dégénérescence chez les paralytiques généraux, à la suite d'études réalisées dans le laboratoire de Charles Richet. Il s'oriente par la suite vers la psychiatrie, et prend un poste de médecin adjoint à Clermont de l'Oise puis Ville-Evrard. Par la suite il est chef de service pour les sections des femmes à l'asile de Villejuif,.
Il publie en 1903 un manuel de psychiatrie qui sera réédité à de multiples reprise et traduit en anglais aux États-Unis par Aaron J. Rosanoff.
En 1905, il publie un livre intitulé Les écrits et les dessins dans les maladies nerveuses et mentales, une des premières études sur les productions artistiques et littéraires de patients psychiatriques. Rogues de Fursac cherche avant tout à y créer une nosographie systématique à partir des écrits des malades mentaux, et son ouvrage est remarqué. Il servira par la suite d'inspiration à André Breton.
L'année suivante, il voyage au pays de Galles pour étudier le Réveil Gallois et il en tire un livre relatant son voyage et ses observations personnelles, et décrivant la situation sociale sur place.
À partir de 1908, il devient médecin-chef à Ville-Evrard, et Joseph Capgras l'y rejoint en tant que médecin-adjoint. Ensemble ils publient plusieurs études de cas psychiatriques, notamment sur le délire des sosies découvert par ce dernier.
Il réalise en 1912 une mission dans les pays scandinaves pour y étudier l'alcoolisme et les mesures prises pour le combattre.
Dans l'entre-deux-guerres, il officie dans la médecine légale et multiplie les expertises.
En 1921, il fait partie des psychiatres qui examinent Landru lors de son procès,.
En 1932, il est membre du comité chargé d'examiner Paul Gorgulov, assassin de Paul Doumer. Il démissionne du comité lorsque Gorgulov est condamné, car il l'estime irresponsable.
Il examine également Marcel Petiot, à la suite d'une affaire de vol.
Il meurt en 1941, à Arcachon.

## Ouvrages
- Manuel de Psychiatrie, 1903  (ISBN 201444305X)
- Marie Henri Joseph Pierre Étienne Rogues de Fursac, Les écrits et les dessins dans les maladies nerveuses et mentales, Victor Masson et fils, 1905 (ISBN 0-270-64939-5, lire en ligne).
- Un mouvement mystique contemporain : le réveil religieux du pays de Galles (1904-1905), 1907  (ISBN 201444305X)
- Joseph Rogues de Fursac, L'Avarice, Essai de psychologie morbide, Alcan, 1911, 186 p.